# Мец-Виль
Мец-Виль или дословно Мец-город (фр. Metz-Ville) — упразднённый округ во Франции, один из округов в регионе Лотарингия, департамент Мозель. Супрефектура — Мец.
Численность населения округа в 2006 году составляла 124 435 человек. Плотность населения составляла 2963 чел./км². Площадь округа — 42 км².
Округ упразднён в декабре 2014 года, на основании Декрета № 2014—1721 от 29 декабря 2014 года и с 1 января 2015 года объединён с округом Мец-Кампань в новый округ Мец в качестве административного центра для 143 коммун департамента Мозель.

## Кантоны
До своего упразднения включал в себя кантоны:
- Мец-Виль-1
- Мец-Виль-2
- Мец-Виль-3
- Мец-Виль-4